# アズィーズ・サーリフ・アッ＝ヌウマーン
アズィーズ・サーリフ・ハサン・アン＝ヌウマーン（アラビア語: عزيز صالح النومان الخفاجي、Aziz Salih Hasan Al-Numan、1943年 - 2024年1月）は、イラクの元政治家、革命指導評議会メンバー、バアス党地域指導部（RC）のメンバー。湾岸戦争時、イラク占領下にあるクウェートの「知事」を務めた人物でもある。

## 経歴
1943年にイラク南部ナーシリーヤの農家に生まれる。早くからバアス党に入党し、党内で順調に昇進していった。1970年代に、当時農業大臣だったイッザト・イブラーヒームの知遇を得て、バアス党員になる。
その後、南部の地方行政を任され、1976年にカルバラー県知事に任命され、1979年にはナジャフ県知事に就任。シーア派住民による反政府運動や政権に対する抗議デモを取り締まり、シーア派イスラーム主義運動を抑え込むため、シーア派ウラマー（イスラーム法学者）の逮捕・投獄やシーア派独自の儀式「アーシューラー」の禁止、歴代シーア派イマームが埋葬されている聖廟を見せしめとして取り壊すなど、強圧的な統治を行った。
1986年には農業・土地改革大臣として入閣し、1990年まで大臣職を務めた。
1990年、イラクがクウェートに侵攻すると、90年11月14日にヌウマーンはイラク19番目の県としてイラクに併合されたクウェートの県知事に任命される。アズィーズ・ヌウマーンはここでクウェートの「イラク化」するために同化政策を行った。
湾岸戦争開戦により、多国籍軍がクウェートに迫ると、アズィーズ・ヌウマーンはイラクに逃亡した。その際、ヌウマーンはクウェート人捕虜をイラク国内に連行するように指示している。その後、捕虜は全員殺害されていたことがサッダーム政権崩壊後に判明しており、この件についてヌウマーンはクウェート側から戦争犯罪の容疑を掛けられている。
1994年より党地域指導部メンバー入りした。
イラク戦争開戦により、政権が崩壊する2003年4月まで党バグダード県西部地区書記の地位にあった。
2002年6月には、マイサーン県・アマーラにおいて銃撃による暗殺未遂に遭い、負傷している。この時、シーア派反体制派組織「イラク・イスラム革命最高評議会」が犯行声明を出していた。
政権崩壊後は行方を晦ましていたが、2003年5月21日、バグダードのカルフ地区でアメリカ軍によって拘束された。

### 裁判
2004年7月1日、ヌウマーンは、旧政権下で行われた犯罪を裁くイラク特別法廷に出廷。「人道に対する罪」や「戦争犯罪」で訴追される。容疑にはクウェートでの残虐行為も含まれていた。
アズィーズ・ヌウマーンは、米国により旧政権下で拷問や大量処刑などに関わったいわゆる「ダーティ・ダース」に含まれていた。
2008年6月15日に開かれた、1999年に起こったシーア住民による反政府蜂起を弾圧し、住民を虐殺した事件を裁くイラク高等法廷の公判にアズィーズ・ヌウマーンは被告人として出廷し、2009年3月2日、法廷はヌウマーンに死刑判決を下した。
またイラク北部に住むシーア派クルド人（ファイリー・クルド）に対する虐殺事件を審理する公判が2010年1月26日に開かれ、当時バアス党幹部であったヌウマーンも事件に関与したとして公判に出廷し、10年11月29日に2度目の死刑判決を言い渡されている。
刑は執行されることなく、バグダードのアブグレイブ刑務所で病気により死去したことが2024年1月30日に公表された。83歳没。